# 三七互娱
三七互娱（深交所：002555，简称：三七互娱），成立于2011年，是总部设于广州的游戏公司，负责研发和运营各类网络游戏，创始人为李逸飞（本名李卫伟）、曾开天、胡宇航。

## 历史
2013年，三七互娱进入移动游戏市场。2014年3月6日，三七互娱启用新域名“37.com”，并于次日主办首届中国国际游戏大会。2020年1月13日，三七互娱从科韵路附近的办公楼搬入附近的广州国际金融城片区。

### 借壳上市
三七互娱采用借壳上市的方式在深圳证券交易所上市。壳公司前身为芜湖市顺荣汽车部件有限公司，成立于1995年5月26日。2007年11月6日，芜湖市顺荣汽车部件有限公司整体变更设立芜湖顺荣汽车部件股份有限公司。2014年12月，顺荣股份向上海三七玩的创始人李卫伟、曾开天非公开发行股份，收购上海三七玩60%股权；2015年，公司更名为芜湖顺荣三七互娱网络科技股份有限公司，并再次定向增发收购上海三七玩剩下的40%股权，通过分二年收购的方式，避免直接变更上市主体实际控制人，规避了中国证券监督管理委员会对借壳上市的监管。2016年，公司的上市公司简称更名为“三七互娱”。
2023年6月27日，三七互娱公告称，公司实际控制人兼董事长李卫伟和公司副董事长曾开天分别收到中国证监会下发的《立案告知书》。因涉嫌信息披露违法违规，中国证监会决定对公司、李卫伟和曾开天立案。

## 主力产品
网页游戏：大天使之剑、传奇霸业、傲世九重天、权倾天下、轩辕剑、战神诀、师傅、进击的巨龙、怒火燎原、暗黑破坏女神、梦貂蝉。
- 混沌起源
- 精灵盛典

手机游戏：《永恒纪元》、《大天使之剑H5》、《斗罗大陆》H5、《霸业》、《荣耀大天使》、《精灵盛典：黎明》、《云上城之歌》、《斗罗大陆：武魂觉醒》、《斗罗大陆：魂师对决》、《小小蚁国》、《光明冒险》、《凡人修仙传：人界篇》、《叫我大掌柜》、《空之要塞：启航》、《Puzzles & Survival》、《Ant Legion》、《MU：跨时代》、《尋道大千》